# Asian Art Museum
The Asian Art Museum  is een museum in San Francisco. Het heeft een uitgebreide collectie aan Aziatische kunst.
Het museum bezit rond 17.000 stukken kunst uit alle belangrijke Aziatische landen en tradities, waarvan rond 2500 worden tentoongesteld. Sommige stukken zijn meer dan 6.000 jaar oud.
Het museum dankt zijn oprichting aan een donatie aan de stad San Francisco door de miljonair Avery Brundage, die zelf een verzamelaar was van Aziatische kunst. Het museum opende in 1966 als een vleugel van het M. H. de Young Memorial Museum in het Golden Gate Park. Brundage bleef donaties overmaken naar het museum tot en met de overdracht van zijn gehele eigen collectie bij zijn dood in 1975.

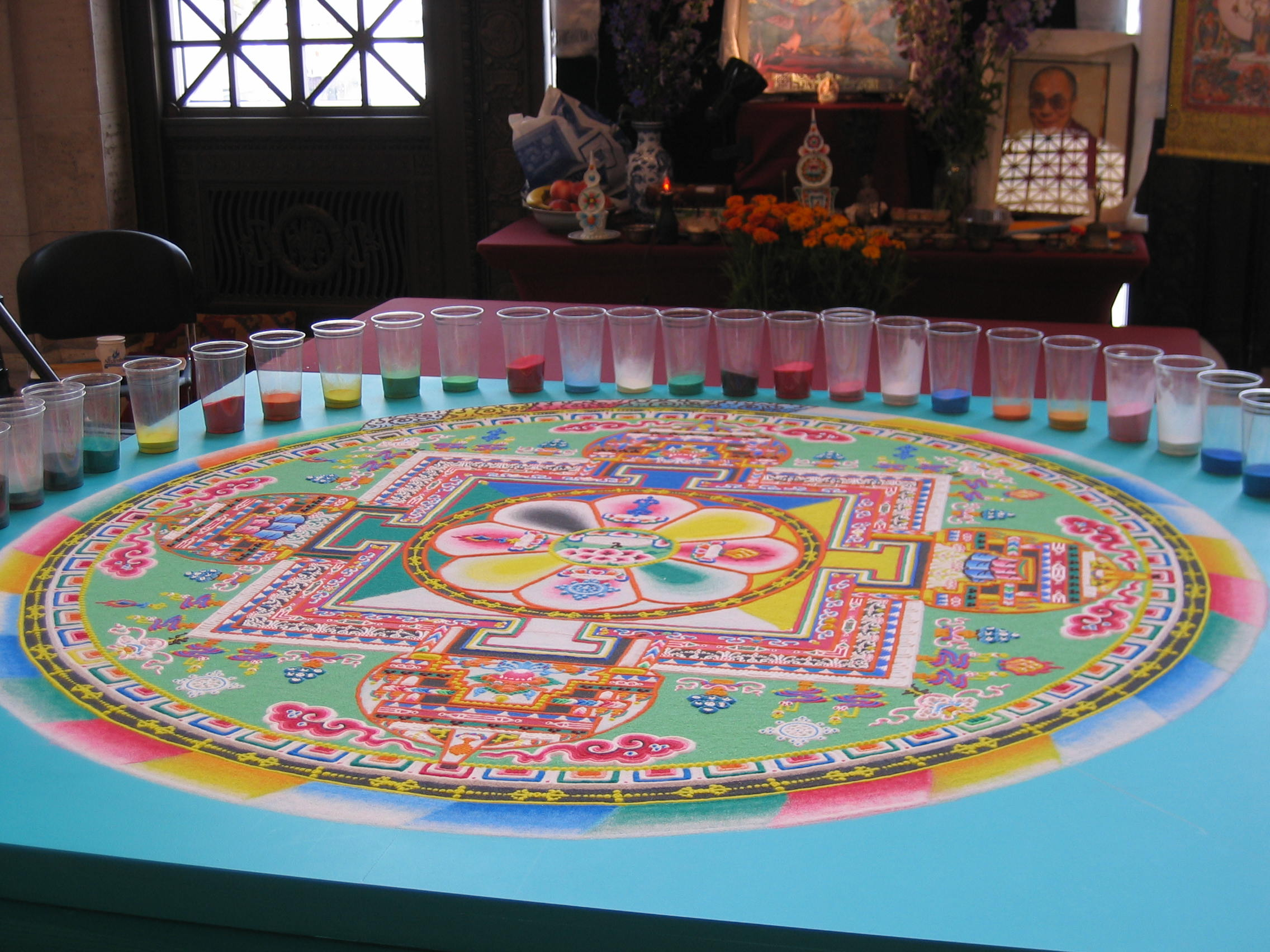
Zandmandala in het museum
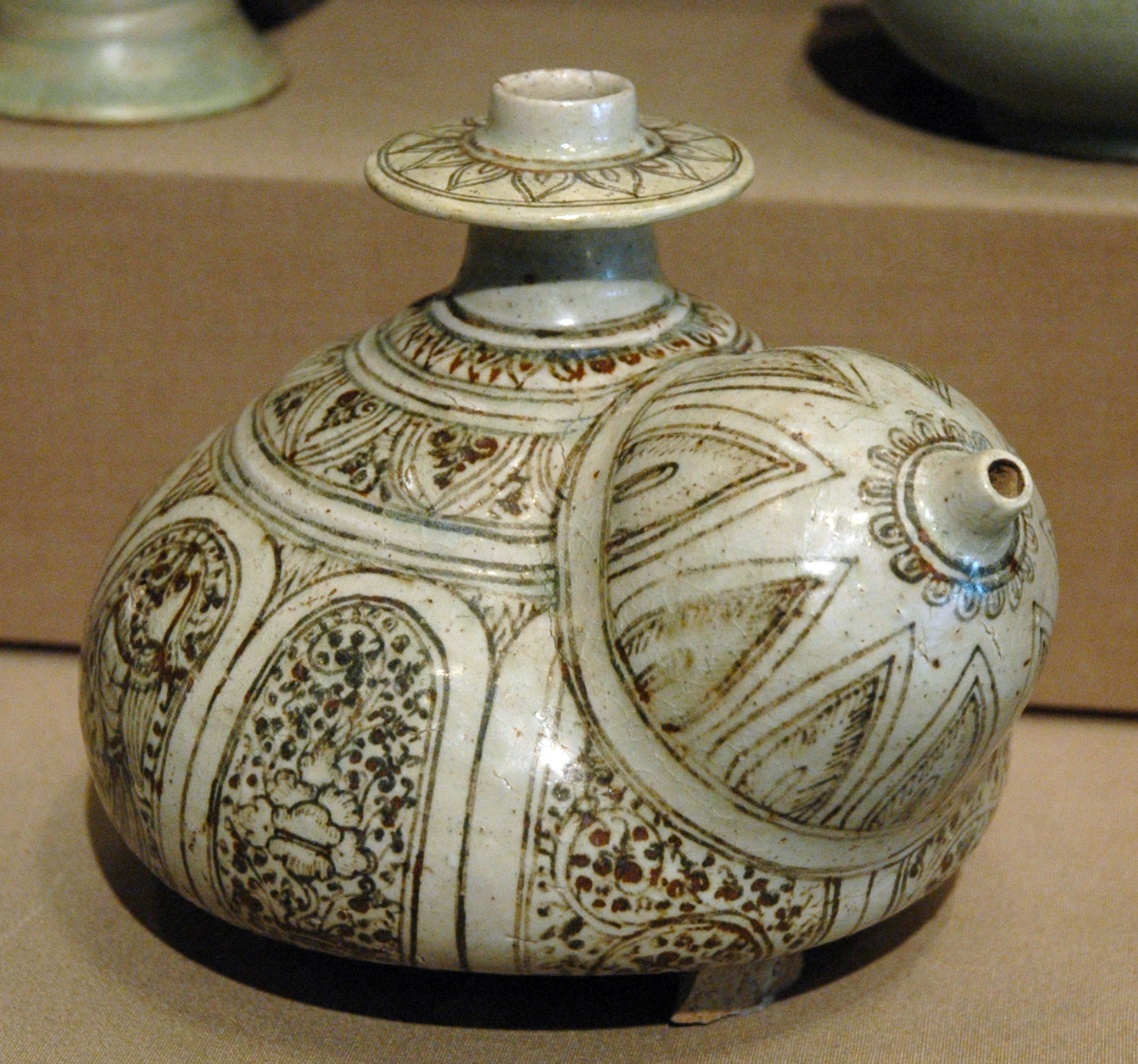
Perzische theepot
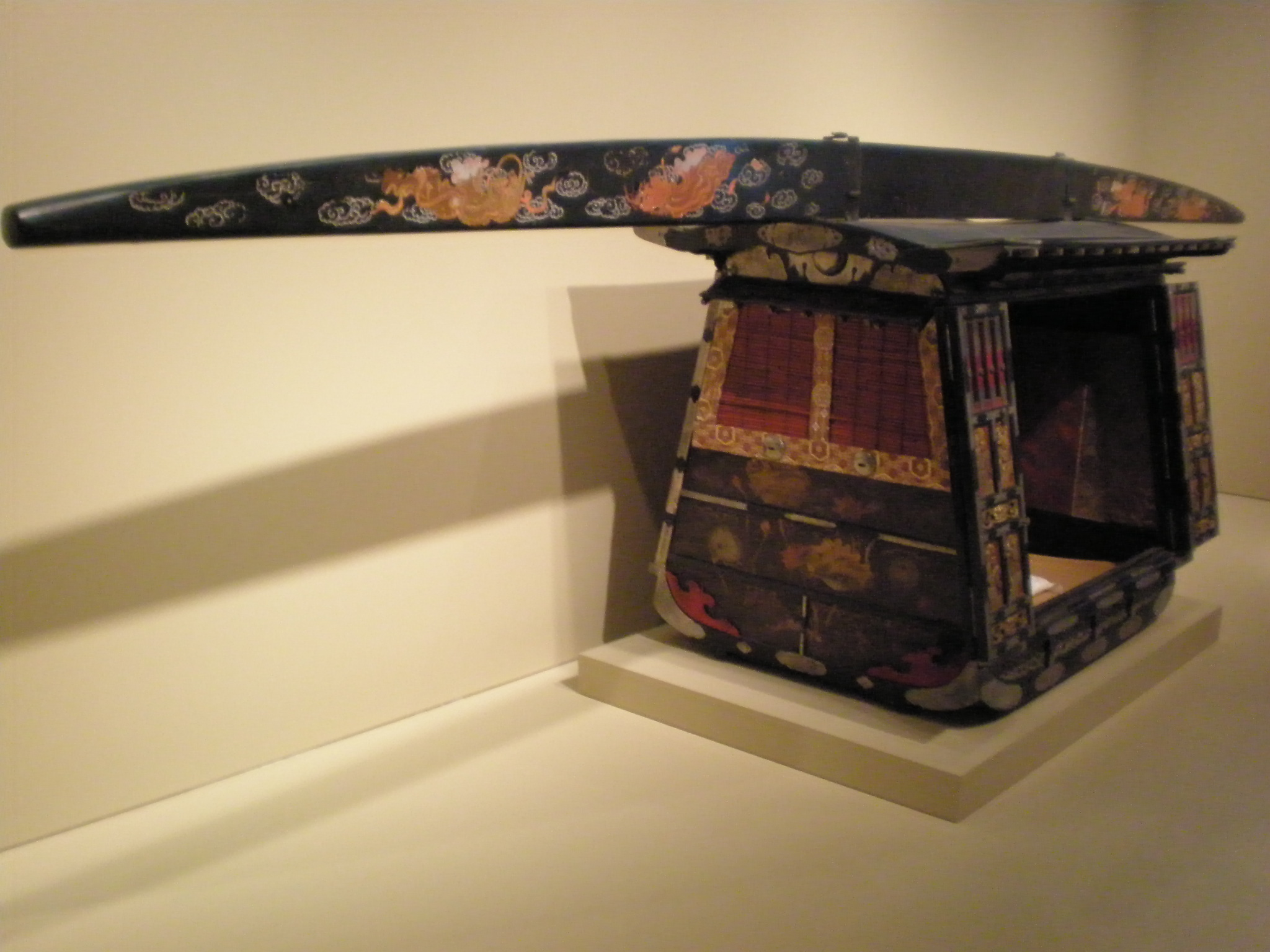
Japanse draagkoets